# Городок (Сасовский район)
Уро́чище Городо́к — упразднённый посёлок в Сасовском районе Рязанской области России.
Находится в границах современного Батьковского сельского поселения.

## Географическое положение
Урочище Городок находится в центральной части Сасовского района, в 2 км к северо-западу от села Вялсы.

## История[1]
Основан после революции.
Территориально входил в состав Вялсинского (впоследствии Батьковского) сельского совета.
В 1950-е гг. состоял из единственной улицы без названия с одной стороны застроенной примерно двадцатью домами.
В 1960-х гг. местный колхоз «Агроном» объединили с вялсинским колхозом «Победа».
Скот и технику перевезли в Вялсы.
По причине отсутствия работы население стало постепенно уезжать в Вялсы и Сасово.
С 1967 г. от посёлка остался один жилой дом, в котором проживала одна семья.
В 1976 г. семья переехала в Сасово и единственный дом с постройками разобрали (в том числе на дрова).
Позже, примерно в 1990-х гг. на западной окраине бывшего посёлка был создан летник с электродойкой.
Для этих целей от линии 10 кВ Ф-1 Вялсы провели ЛЭП до летника.
Во время существования населённого пункта электричества не было.

## Современное состояние
В настоящее время на территории урочища видны небольшие ямки-углубления квадратной формы от фундаментов строений.
Кое-где с крупными камнями, кирпичами от печек. Вокруг можно встретить небольшие обломки керамики, металлические изделия.
Несмотря на то, что с момента ухода людей прошло уже около 40 лет по-прежнему встречаются одичавшие яблони и заросли сирени.

## Фотографии

## Население
| Год             | Население |
| --------------- | --------- |
| 1950-е          | ≈60—80    |
| 1960-е (начало) | ≈40—50    |
| 1967            | 5         |
| 1976            | 0         |